# Селам (австралопитек)

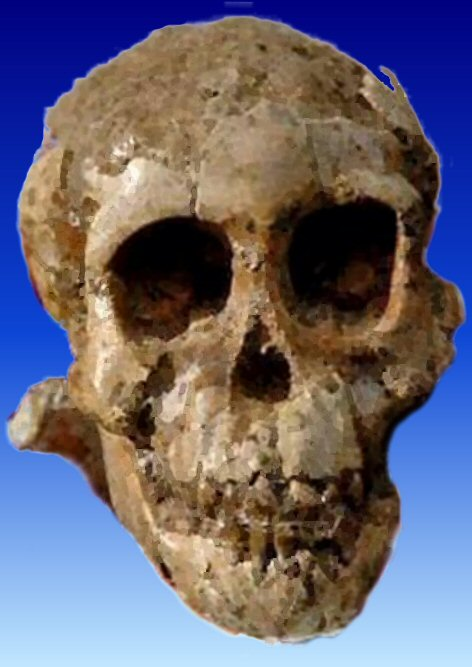
Череп «Селама»

«Селам» (англ. Selam; научное название — DIK-1/1; также известен, как «дитя Люси», Lucy’s Child) — название, данное найденным фоссилизированному черепу и фрагментам посткраниального скелета трёхлетнего детёныша гоминида женского пола, относящегося к виду афарский австралопитек. Находка была сделана в 2000 году эфиопским палеоантропологом Зересенаем Алемсегедом в районе Дикика, Эфиопия, и извлечена из грунта в 2001 году. Возраст окаменелости — около 3,3 млн лет; целостна и хорошо сохранена. Хранится в Национальном музее Эфиопии.
В 1974 году в Хадаре, в нескольких километрах от Дикики, была сделана другая известная находка — скелет 25—30-летней самки австралопитека, названный «Люси». Несмотря на то, что «Селам» старше «Люси» примерно на 120 000 лет, «Селам» часто называют «дитём Люси» (Lucy’s Child).

## Описание находки

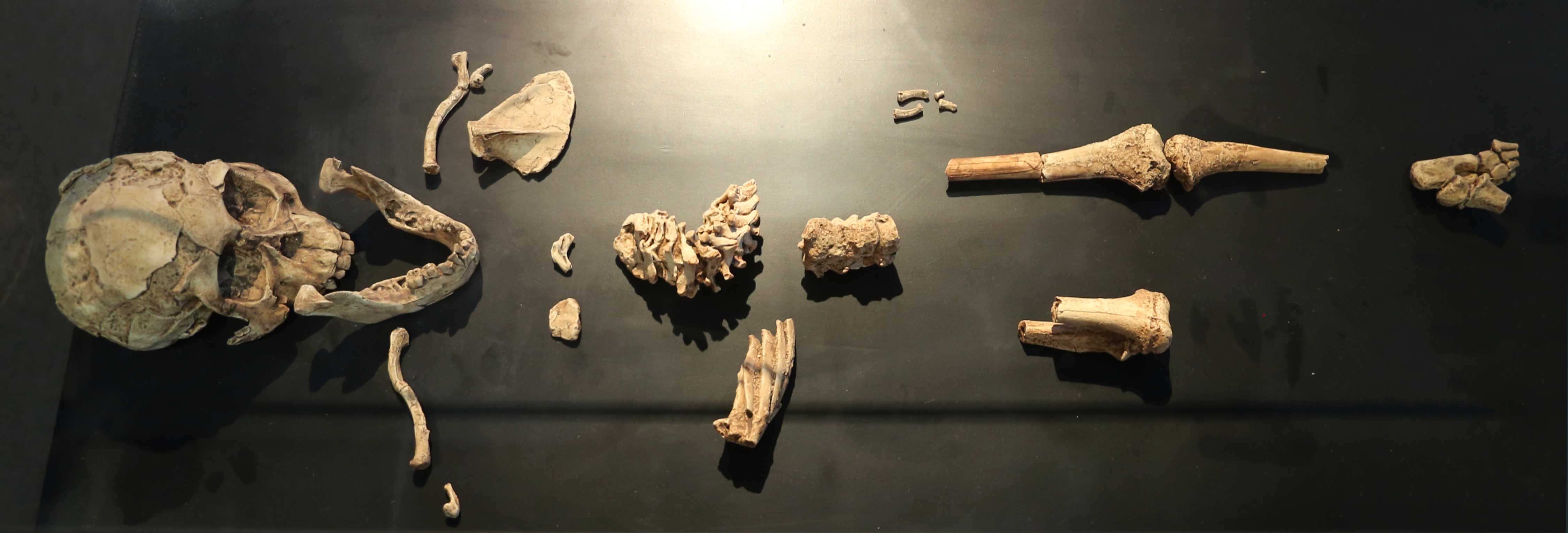
«Селам» в Национальном музее Эфиопии

Находка включает почти полностью сохранившийся череп, обе челюсти, все молочные зубы, исключая коронку правого нижнего клыка, подъязычную кость, обе лопатки и ключицы, почти полный позвоночный столб, грудину, множество рёбер, фрагмент правой плечевой кости, кости пясти и пальцев, оба коленных сустава и наколенника, дистальную часть левой нижней конечности, включая стопу.
У «Селам», в отличие от человекообразных обезьян, было 12 рёбер и 12 позвонков в грудном отделе, а также лордоз поясничного отдела позвоночника. Верхние суставные отростки на XI позвонке ориентированы паракоронально (поперёк), как у современного человека, нижние отростки — косо. Переходным позвонком (по отросткам) от грудного отдела к поясничному у «Селам» был XI-й, а XII-й грудной позвонок «Селам» по отросткам был типично поясничным. Таким образом, «Селам» больше отличалась от шимпанзе, чем современный человек. Учёные предполагают, что общий предок человекообразных обезьян и человека имел такое же строение позвоночника, как у «Селам».

### Видовая принадлежность
Большинство палеонтологов полагают, что род Homo происходит от линии австралопитека африканского. С этой точки зрения возможно было бы правильнее отнести «Селам» к этому виду, поскольку она обладает более близкими к человеку признаками в отличие от большинства австралопитеков афарских.

## История
20 сентября 2006 года в научном журнале Nature была опубликована статья о находках в Дикике, представлявших собой полный скелет черепа и верхней части торса, а также фрагменты конечностей. Находка подтвердила сделанные по другим окаменелостям Эфиопии и Танзании выводы о том, что австралопитек афарский обладал прямохождением, но сохранял способность к обитанию на деревьях. По относительно малому размеру клыков было сделано заключение о принадлежности детёныша к женскому полу. Находке дали название «Селам» (Selam), что является популярным эфиопским женским именем, буквально означающим «мир».
В аннотации к оригинальной статье в Nature Зересенай Алемсегед и его соавторы оценили значение находки следующим образом:
Понимание изменений онтогенетического развития имеет важнейшее значение для изучения эволюции человека. За исключением неандертальцев, ископаемые гоминиды не были изучены с точки зрения динамики роста, поскольку отсутствовали находки окаменелостей краниального и посткраниального скелета на ранних онтогенетических стадиях. Здесь мы опишем хорошо сохранившийся частичный скелет неполовозрелого австралопитека афарского возрастом 3,3 млн лет, обнаруженный в месте раскопок Дикика в Эфиопии. Череп примерно трёхлетнего детёныша предположительно женского пола показывает, что большинство характерных для вида признаков очевидны даже на этой ранней стадии развития. Находка включает в себя множество ранее неизвестных для гоминидов плиоцена скелетных элементов, в том числе подъязычную кость, которая имеет типичную для африканских обезьян морфологию. Ступни и другие фрагменты нижних конечностей явно свидетельствуют о прямохождении, однако лопатки и длинные и изогнутые фаланги пальцев, сходные с аналогичными элементами скелета гориллы, говорят о важности приспособления к обитанию на деревьях в локомоции австралопитека афарского.Оригинальный текст (англ.)
Understanding changes in ontogenetic development is central to the study of human evolution. With the exception of Neanderthals, the growth patterns of fossil hominins have not been studied comprehensively because the fossil record currently lacks specimens that document both cranial and postcranial development at young ontogenetic stages. Here we describe a well-preserved 3.3-million-year-old juvenile partial skeleton of Australopithecus afarensis discovered in the Dikika research area of Ethiopia. The skull of the approximately three-year-old presumed female shows that most features diagnostic of the species are evident even at this early stage of development. The find includes many previously unknown skeletal elements from the Pliocene hominin record, including a hyoid bone that has a typical African ape morphology. The foot and other evidence from the lower limb provide clear evidence for bipedal locomotion, but the gorilla-like scapula and long and curved manual phalanges raise new questions about the importance of arboreal behaviour in the A. afarensis locomotor repertoire.
Реалистичная реконструкция внешности «Селам» была опубликована на обложке журнала National Geographic за ноябрь 2006 года.